# Hrvatski fokus
Hrvatski fokus, hrvatski je međumrežni politički tjednik.

## O listu
U zaglavlju se definira kao tjednik za kulturu, znanost i društvena pitanja. Izlazi na međumrežju od 10. travnja 2010. godine. Stilski i po suradnicima nasljednik je Fokusa, koji je točno godinu dana prije prestao izlaziti.

## Direktori
- Marijan Majstorović (2010. - )

## Poznati suradnici
Zdravko Tomac, Branimir Lukšić, Mirko Vidović, Mato Marčinko, Đuro Vidmarović, Mato Dretvić Filakov, Domagoj Ante Petrić, Ivica Luetić, Pavle Primorac, Siniša Vuković, Martin Jakšić, Siniša Božulić, Malkica Dugeč, Mladen Lojkić, Davor Dijanović, Mladen Schwartz i ini.

## Vanjske poveznice
- Službene stranice